# Eimear Quinn

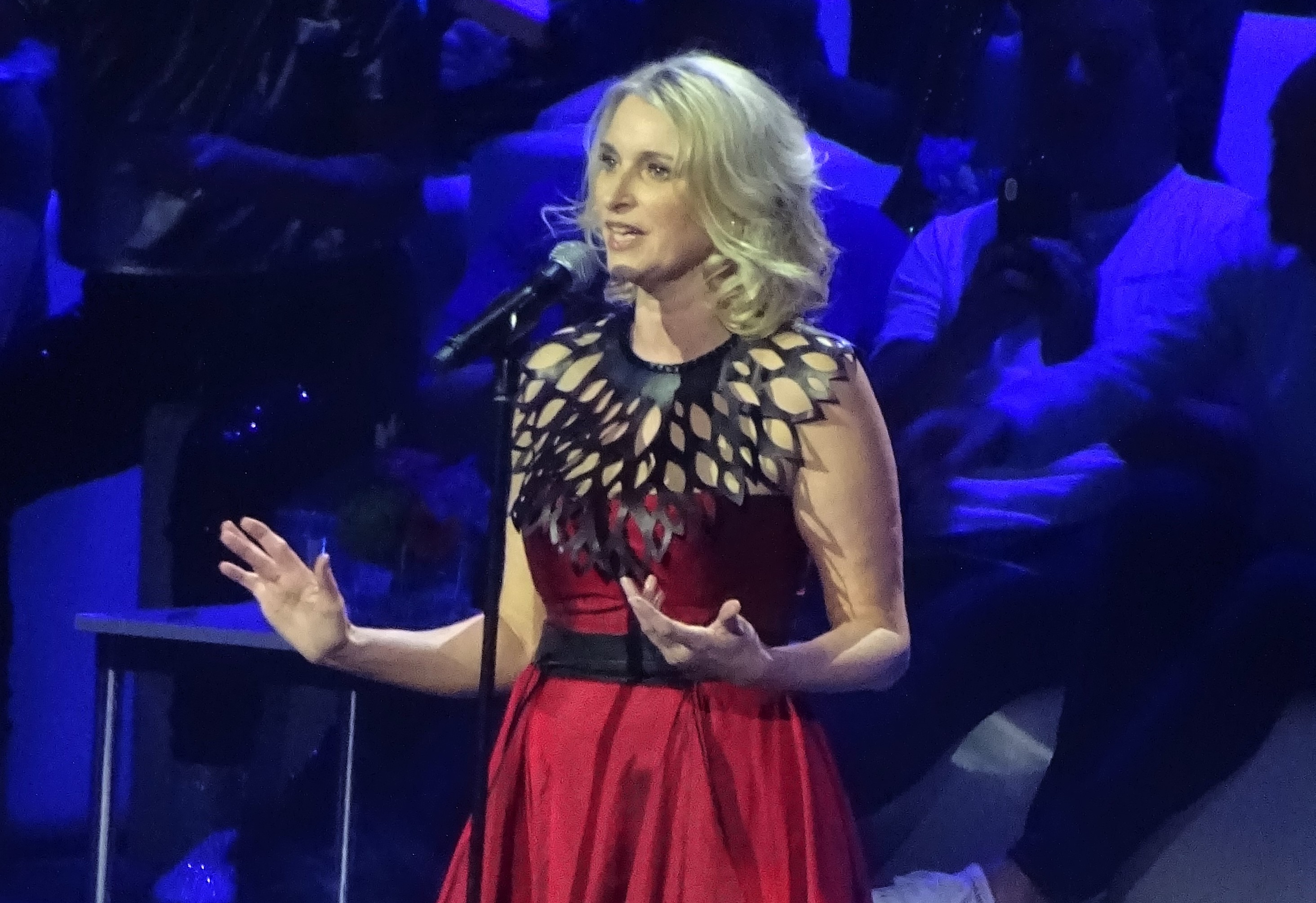
Eimear Quinn tijdens Het Grote Songfestivalfeest 2019

Eimear Quinn (Dublin, 18 december 1972) is een Ierse zangeres.
In 1996 won ze voor Ierland het Eurovisiesongfestival met het lied The voice.
Die overwinning was opmerkelijk, daar The voice een vrij ontoegankelijk Keltisch nummer is, gebaseerd op de traditionele Ierse sean-nós-gezangen. Quinn zong met een kristalheldere sopraanstem, begeleid door folkinstrumenten zoals de harp, tin-whistle en bodhrán.
Voor haar deelname aan het songfestival zong Eimear Quinn bij de groep Anúna. Na haar zege bracht ze de mini-cd Winter, Fire & Snow uit en nam ze met de Vlaamse zanger Will Tura het duet De zee/The Sea op. Daarna concentreerde ze zich op haar muziekstudies in Dublin. Pas in 2001 bracht ze een eerste soloalbum uit, Through The Lens of a Tear, een compilatie van esotherische nummers geïnspireerd door de Ierse legende van Tristan en Isolde. Op dat album werd ook de titelsong uit de Vlaamse reeks Stille Waters opgenomen.

## Discografie

### Albums
| Album met eventuele hitnotering(en) in de Nederlandse Album Top 100 | Datum van verschijnen | Datum van binnenkomst | Hoogste positie | Aantal weken | Opmerkingen |
| ------------------------------------------------------------------- | --------------------- | --------------------- | --------------- | ------------ | ----------- |
| Winter, fire & snow (mini-cd)                                       | 1996                  |                       |                 |              |             |
| Through the lense of a tear                                         | 2001                  |                       |                 |              |             |

### Singles
| Single met eventuele hitnotering(en) in de Nederlandse Top 40 | Datum van verschijnen | Datum van binnenkomst | Hoogste positie | Aantal weken | Opmerkingen |
| ------------------------------------------------------------- | --------------------- | --------------------- | --------------- | ------------ | ----------- |
| The voice                                                     |                       | 22-6-1996             | 22              | 6            |             |